# 허비시
허비(학벽, 중국어: 鹤壁, 병음: Hèbì)는 중국 허난성의 북쪽에 있는 도시이다.

## 지리
산이 많은 지역에 위치하고 북쪽과 남쪽으로 각각 안양과 신샹이 에워싸고 있다.

## 역사
수나라 때 이곳 준현에서 양현감이 난을 일으켰다. 1957년에 허비시를 설립하였다.

## 경제
허비에는 몇 개의 석탄 광산이 있다. 허비 신구는 경제개발구이다. 판스터우 저수지가 얼마 떨어지지 않은 곳에 있다.

## 행정 구역

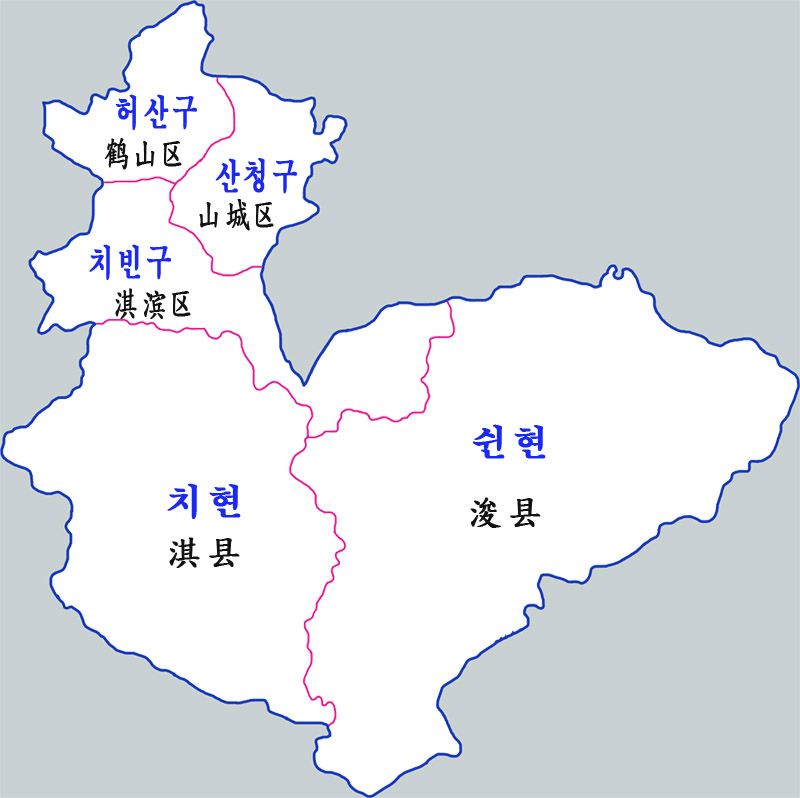
허비 시 현급 행정구역도

3개의 시할구와 2개의 현을 관할한다.
시할구
- 치빈 구(淇滨区)
- 산청 구(山城区)
- 허산 구(鹤山区)

현
- 쉰 현(浚县)
- 치 현(淇县)